# La Canova (Santa Margarida de Bianya)
La Canova és una masia al veïnat de Santa Margarida de Bianya al terme de la Vall de Bianya (la Garrotxa). Com la majoria de cases importants de la vall de Bianya fou bastida sota la serralada de Sant Miquel del Mont, a l'obaga, on l'aigua era abundant.
És de planta rectangular i ampli teulat a dues aigües amb els vessants vers les façanes principals. Disposa de baixos, antigament destinats al bestiar; planta noble, amb accés directe des de l'exterior pel costat nord i organitzada a partir d'una àmplia sala de convit, i golfes.
Seguint la tipologia típica de les cases bianyenques, disposa al costat de llevant d'una galeria porxada de dos pisos, amb sis arcades de mig punt a nivell de la planta noble i de quatre en el pis superior o golfes.
Aquesta masia fou bastida amb pedra del país poc treballada, llevat dels carreus cantoners i dels que emmarquen algunes obertures. Actualment està emblanquinada.